# Wachtum (Löningen)
Wachtum ist ein Dorf mit etwa 800 Einwohnern, das zur Stadt Löningen im Landkreis Cloppenburg im westlichen Niedersachsen gehört.

## Geografische Lage
Das Dorf liegt zwischen den Flüssen Mittelradde und Südradde, die rund 4,5 Kilometer nordwestlich von Löningen in die Hase münden.

## Geschichte und Politik
Im 11. Jahrhundert wurde Wachtum erstmals in einem Abgabenverzeichnis des Klosters Corvey erwähnt. Im Jahr 1473 lebten 12 steuerpflichtige Familien in Wachtum. Wachtum gehörte zu dieser Zeit zum Niederstift Münster bzw. zum Amt Cloppenburg.
Bis 1545 gehörte Wachtum bis auf zwei Familien zum Amt Meppen bzw. zum Niederstift Münster. 1803 kam der Ort durch die Säkularisation zum Herzogtum Arenberg. In Wachtum gab es daher unterschiedliche Zoll- und Steuerzuständigkeiten, weil noch immer zwei Familien zum Amt Cloppenburg gehörten. Wachtum kam 1863 insgesamt zum Amt Meppen. 1885 kam Wachtum zum Kreis Hümmling.
Wachtum wurde 1932 Teil des neugebildeten Kreises Meppen, da der Landkreis Hümmling aufgelöst wurde. Seit 1974 gehört Wachtum als Ortsteil zur Stadt Löningen im Landkreis Cloppenburg
Im Jahr 2007 wurde mit den Pfarrgemeinden Lähden, Holte-Lastrup, Lahn, Vinnen und Ahmsen eine kirchliche Pfarrgemeinde gegründet, die heute die Bezeichnung Pfarrgemeinde Miteinander trägt.

## Sehenswürdigkeiten
- Kirche St.-Mariä-Himmelfahrt, römisch-katholische neuromanische Backstein-Saalkirche mit Satteldach, errichtet von 1856 bis 1858 von Johann Bernhard Hensen.
- Großsteingrab Wachtum, Grabanlage der jungsteinzeitlichen Trichterbecherkultur